# The Long Fall Back to Earth
The Long Fall Back to Earth è un album in studio del gruppo musicale statunitense Jars of Clay, pubblicato nel 2009.

## Tracce
1. The Long Fall – 2:19
2. Weapons – 3:28
3. Two Hands – 4:26
4. Heaven – 3:18
5. Closer – 3:56
6. Safe to Land – 4:47
7. Headphones – 4:54
8. Don't Stop – 3:44
9. Boys (Lesson One) – 4:01
10. Hero – 4:52
11. Scenic Route – 5:41
12. There Might Be a Light – 3:56
13. Forgive Me – 3:53
14. Heart – 5:50